# Marshall (Arkansas)
Marshall – miasto w Stanach Zjednoczonych, w stanie Arkansas, w hrabstwie Searcy.